# 15899 Silvain
15899 Silvain è un asteroide della fascia principale. Scoperto nel 1997, presenta un'orbita caratterizzata da un semiasse maggiore pari a 2,1996587 UA e da un'eccentricità di 0,0874291, inclinata di 2,32898° rispetto all'eclittica.